# Cheilanthes duriensis
Cheilanthes duriensis är en kantbräkenväxtart som beskrevs av Mendonca och Vasc. Cheilanthes duriensis ingår i släktet Cheilanthes och familjen Pteridaceae. Inga underarter finns listade.